# Parukh
Parukh (in armeno Փարըխ ?) o Farrukh (in azero Farux) è una piccolissima comunità rurale del distretto di Xocalı in Azerbaigian, facente parte fino al 2023 della regione di Askeran nella repubblica di Artsakh (fino al 2017 denominata repubblica del Nagorno Karabakh).
Nel 2005 contava poche decine di abitanti e sorge in area collinare lungo il bordo settentrionale della regione.

## Storia
Il 24 marzo 2022, le forze azere hanno oltrepassato la linea di contatto stabilita dopo l'accordo di cessate il fuoco del Nagorno Karabakh del 2020, avanzando verso il villaggio, con rapporti iniziali che affermavano che le forze sarebbero entrate nel villaggio e nelle aree circostanti. Il 27 marzo 2022, il Ministero della Difesa russo riferì che le forze azere si sarebbero ritirate dal villaggio. Secondo il Ministero della Difesa dell'Azerbaigian, il ritiro delle unità e il cambiamento delle posizioni non sarebbero avvenuti. Secondo le autorità dell'Artsakh, nonostante le forze azere avrebbero lasciato l'insediamento, avrebbero continuato a occupare una parte della montagna di Karaglukh. Il 9 giugno 2022, il ministro degli Esteri russo Sergey Lavrov promise che una soluzione per la situazione nel villaggio sarebbe stata trovata nel processo di demarcazione tra Armenia e Azerbaigian.

## Monumenti e luoghi d'interesse
Tra i siti del patrimonio storico presenti nel villaggio e nei dintorni vi è il cimitero armeno di Kalen Khut (armeno: Կալեն Խութ), risalente al periodo compreso tra il IX e il XIII secolo, con una caratteristica khachkar, a circa un chilometro a sud-ovest del villaggio. A sud-est di Parukh c'è un'altura con le rovine del villaggio di Karaglukh (armeno: Քարագլուխ, "testa della roccia"). Sulla strada tra Parukh e Karaglukh ci sono tre khachkar, una delle quali si distingue per il suo utilizzo come segnale stradale. Nei dintorni di Karaglukh si trova un cimitero risalente al periodo compreso tra il 13° e il 20º secolo, con due khachkar caratteristiche, oltre alla notevole khachkar di Mote Jur (armeno: Մոտե Ջուր, "vicino all'acqua") vicino al cimitero. Nel cimitero si trova una lapide del 1253, risalente al periodo del Regno di Artsakh, e una lapide con un rilievo di un cavaliere con una spada, dove è sepolto un soldato armeno morto nel 1918 durante la guerra armeno-azera. Nelle vicinanze si trova anche la chiesa di Sant'Astvatsatsin, risalente al tardo periodo medievale, con khachkar nelle pareti, forse costruita sulle rovine di una precedente basilica del XIII secolo, nonché le rovine di un insediamento e un cimitero del XVI-XVII secolo.